# Javorník (Ústí nad Orlicí)
Javorník é uma comuna checa localizada na região de Pardubice, distrito de Ústí nad Orlicí.